# ハリト・アクマンスュ
ハリト・アクマンスュ (Halit Akmansü)は、オスマン帝国末期およびトルコ共和国初期の軍人。出身地からダダイル・ハリド・ベイとしても知られる。トルコの政治家。共和人民党を初めて離党した議員。最終階級は大佐。

## オスマン帝国期
1884年にカスタモヌ県ダダイ郡ケレベク街区で、ヒュセイン・ベイとネジベ・ハヌムの息子として生まれた。1897年の希土戦争の戦勝祝賀閲兵式を見て軍人に憧れ、カスタモヌ幼年兵学校、ブルサ少年兵学校 (現ウシュクラル軍事航空高校 Işıklar Askerî Hava Lisesi )を経て、1903年にイスタンブールの陸軍工科学校 (Mühendishane-i Berrî-i Hümanyun )に入学した。クラスには、アリ・レムズィ (Ali Remzi Yiğitgüden、砲兵科主席)らが、コレスには、ミュムターズ (Mümtaz Aktay, Sultanahmet、陸士歩兵科主席)、ハサン・ルファト (Hasan Rıfat Mataracı、陸士歩兵科5席)、リュシュテュ (Rüştü Akın、陸士歩兵科15席)、アフメト・デルヴィーシュ (Ahmet Derviş、陸士歩兵科26席)、アフメト・フェヴズィ (Ahmet Fevzi Akarçay、陸士歩兵科17席)らがいた。1906年、工兵学校を砲兵少尉として卒業し(1322年入学組砲兵科2席)、陸軍大学 (62期)へ進んだ。1907年に中尉に昇進し、1909年8月26日、参謀大尉として陸軍大学を修了し、参謀研修のためダマスカスの第5軍に配属された。1910年、対ドゥルーズ派作戦に参加し、1911年、第8軍団の参謀を経て、1912年、ハレブ (アレッポ)予備師団の参謀となり、バルカン戦争に従軍した。1913年、バグダードの第13軍団の参謀に任命された。

## 第一次世界大戦

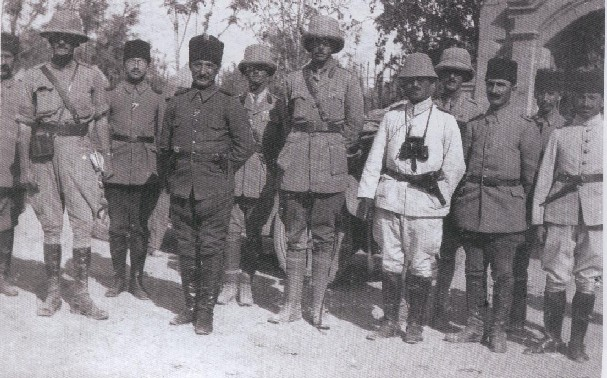
アリ・イフサン・パシャ、ウィリアム・マーシャル、ダダイル・ハリド・ベイ、1918年11月

その後、1914年、ダマスカスの第8軍団の参謀に任命され、第一次世界大戦では、同軍団とともにスエズ運河作戦に参加した。1915年以降、メソポタミア戦線に送られ、イラク地区司令部、第38師団の参謀、第13軍団作戦課長、第52師団参謀長、第6軍作戦課長、第18軍団参謀長を歴任した。
1918年10月30日にムドロス休戦協定が調印され翌31日正午に発効した後、メソポタミア戦線の連合軍総司令官ウィリアム・マーシャル中将 (William Marshall)とオスマン第6軍司令官アリ・イフサン・パシャとの会談に、第6軍参謀長として参加した。11月7日にマーシャルが発した最後通牒に屈する形で、11月9日にオスマン帝国軍がモースルを退去しディヤルバクルに退くと、同地でジェヴデット・ベイが軍団長代理を務める第13軍団の参謀長を務めた。

## トルコ独立戦争
1919年9月、イスタンブール政府が、エルアズィーズ県知事アリ・ガリブ・ベイやマラティヤ郡知事ハリル・ベイを使ってスィワス会議を妨害しようとした際、スィワスの第3軍団、エルズルムの第15軍団などと協力して防いだため、1919年10月1日、スィワス会議から感謝の辞が伝えられた。1920年5月、師団長権限を付与されたマラシュ地区司令官に任命された。1921年1月11日、国防省輸送課長に任命され、アナトリア・バグダッド鉄道総局長代理を務めた。第二次イニョニュの戦いにおける貢献により昇給し、参謀総長フェヴズィ・パシャから感状が送られた。その後、大国民議会軍がサカリヤ川の東岸に後退すると、第3カフカス師団長に任命され、サカリヤの戦いでは、1921年8月25日、ヤマク渓谷沿いにハイマナに向けて前進していたギリシア軍部隊を停止させ、これに反撃を加えた。その後、ギリシア軍をカラヒサール・サーヒブ (現アフィヨンカラヒサール)まで追撃し、10月22日、第1軍参謀長に任命され、同軍司令官アリ・イフサン・パシャとのコンビが復活したが、3ヶ月程で同職を辞した。
1922年2月11日、第5カフカス師団長に任命され、8月26日にカラヒサール・サーヒブ (現在のアフィヨンカラヒサール)付近のギリシャ軍に対して開始された大攻勢では、8月30日にギリシャ・小アジア軍の主力をドゥムルプナル付近で包囲殲滅した戦いに参加し、9月2日、ウシャクに向けて前進中、ギュヴェン・キョユで、ミルティアディス・カイバリス大佐 (Miltiadis Kaibalis)指揮下のギリシア第13師団の降伏を受け入れ、同日23時に第1軍団司令官ニコラオス・トリクピス少将 (Nikolaos Trikoupis)、第2軍団司令官キモン・ディゲニス少将 (Kimon Digenis) と彼らの幕僚を捕虜にした。

## トルコ共和国期
1923年7月19日、第二期大国民議会の選挙で677票を獲得してカスタモヌ県から議員に選出され、8月11日に初登院した。任期中、オスマン帝国軍の捕虜の帰還などに尽力した。トルコ独立戦争期以来、スルタン制を廃止するがカリフを擁護するとの方針が支持されていたが、カリフ制の廃止が議案が審議されたので、ハリトは反対の意思を表明した。しかし、1924年3月3日にカリフ制は廃止された。その後、ハリトは、1924年11月に予備役となり、カリフ制廃止の一年後、1925年3月3日に人民党 (後に共和人民党と改名)に離党届を提出した。ムスタファ・ケマルは側近議員4名にハリトの慰留を指示したが、ハリトの決意は固く、離党して進歩共和党に合流した。進歩共和党の幹部たちは、イズミル暗殺事件に関連して逮捕されたが、ハリトだけは逮捕から除外された。1927年に政界から引退し、1929年1月16日に依願により退役した。甥のズィヤー・ギョーエムによると、ハリトは、一時、生活にも窮したが、共和人民党幹部による公務就任の提案を悉く断った。1946年と1950年の総選挙への出馬を要請されたが固辞したという。
1953年2月23日、カドゥキョイのクズルトプラク街区 (Kızıltoprak)にある自宅で亡くなり、カラジャアフメト墓地 (Karacaahmet Mezarlığı)に埋葬された。その後、1988年9月27日、アンカラのトルコ国立墓地に改葬された。

## 家族
- ファトマ：夫人、ムアッゼズ：娘、ネルミン：娘、メフメト：息子、ムザッフェル：息子